# Сычёв, Константин Алексеевич
Константин Алексеевич Сычёв (19 ноября 1903, д. Вохтога, Вологодская губерния, Российская империя — 6 августа 1960, Москва, СССР) — советский военачальник, полковник (1943). Дважды за разные подвиги представлялся к званию Героя Советского Союза.

## Биография
Родился в 19 ноября 1903 году в деревне Вохтога, ныне в Грязовецком районе Вологодской области. Русский.

### Военная служба

#### Межвоенный период
4 ноября 1925 года Грязовецким уездным военкоматом призван в РККА и направлен в 28-й стрелковый полк 10-й стрелковой дивизии ЛВО. В сентябре 1926 года окончил полковую школу и проходил службу в ней командиром отделения. В сентябре 1928 года командирован на учёбу в Нижегородскую пехотную школу им. И. В. Сталина. В сентябре 1929 года окончил ускоренный годичный курс этой школы и был назначен в 86-й стрелковый полк 29-й стрелковой дивизии БВО, где проходил службу командиром взвода полковой школы и взвода конных разведчиков. Член ВКП(б) с 1931 года. С июня 1932 года командовал отдельным кавалерийским эскадроном этой дивизии.
С ноября 1933 года Сычев проходил службу в Забайкалье, занимал должности помощник командира по хозяйственной части 19-го отдельного гужевого транспортного батальона войск, с декабря 1934 года — начальника хозяйственного довольствия 14-го отдельного мостостроительного дивизиона 2-й отдельной бригады дорожно-строительных войск ЦУДОРТРАНСа, с апреля 1936 года — помощник командира по хозяйственной части 194-го отдельного строительного батальона в городе Чита, с сентября 1937 года — командира 186-го отдельного строительного батальона ЗабВО. В мае 1939 года капитан Сычев был назначен начальником отдела кадров Даурского УРа. С ноября 1939 по октябрь 1940 года находился на учёбе в Высшей школе штабной службы в Москве (штабное отделение), после окончания назначен начальником штаба 646-го стрелкового полка 152-й стрелковой дивизии УрВО.

#### Великая Отечественная война
В начале войны дивизия была передислоцирована в район города Орша, где 26 июня 1941 года вошла в состав 16-й армии резерва Ставки ГК. С 14 июля она в составе этой армии была подчинена Западному фронту и участвовала в Смоленском сражении, вела тяжелые оборонительные бои на подступах к городу Смоленск и непосредственно в городе. 3 августа 1941 года при ликвидации вражеского десанта под Смоленском капитан Сычев получил легкое сквозное ранение правой ноги. С 10 августа исполнял должность начальника штаба и врид командира 449-го стрелкового полка 144-й стрелковой дивизии, входившей в состав 20-й армии. 4 сентября он был тяжело ранен (сквозное пулевое ранение в грудь) и длительное время находился на лечении в госпитале в городе Саранск и в отпуске по ранению в городе Бийск Алтайского края.
В конце декабря 1941 года Сычев был назначен командиром 712-го стрелкового полка 232-й стрелковой дивизии СибВО, находившейся на формировании в городе Бийск. С 27 апреля по 14 мая 1942 года дивизия была передислоцирована в город Арзамас Горьковской области, где вошла в состав 3-й Резервной Армии. В конце мая она убыла сначала на станцию Лиски, затем в город Воронеж, где вошла в 6-ю Резервную Армию. В начале июля она вошла в 60-ю армию резерва Ставки ВГК (с 9 июля — в составе Воронежского фронта) и участвовала в Воронежско-Ворошиловградской оборонительной операции. Её части вели тяжелые бои под Воронежем, в районе нас. пунктов Губарево и Хвощеватка. В ходе их майор Сычев был тяжело ранен (осколком снаряда в левую лопатку) и находился в медсанбате дивизии, по излечении вновь командовал 712-м стрелковым полком. В январе 1943 года полк под его командованием в составе тех же дивизии и армии принимал участие в Воронежско-Касторненской наступательной операции. В конце января дивизия вошла в подчинение 38-й армии и участвовала в Харьковских наступательной и оборонительной операциях. В ходе Курской битвы части дивизии до августа вели оборонительные бои на белгородском направлении, затем участвовали в Белгородско-Харьковской наступательной операции.
В августе 1943 года Сычев вступил в командование 797-м стрелковым полком этой же дивизии. С 20 по 31 августа 1943 года дивизия находилась в обороне по левому берегу реки Псел, удерживая захваченный плацдарм. В начале сентября её части отличились при освобождении города Сумы (2 сентября), затем вели успешные наступательные бои вплоть до выхода к реке Днепр (29 сентября). В октябре 1943 года он назначен заместителем командира 74-й стрелковой дивизии 38-й армии 1-го Украинского фронта. 4 ноября её части в составе армии перешли в наступление, форсировали реку Ирпень и 6 ноября овладели городом Киев. В ознаменование одержанной победы ей было присвоено наименование «Киевская».
За освобождение города Киев подполковник Сычев был включен в список наиболее отличившихся воинов 232-й стрелковой дивизии достойных присвоения звания Героя Советского Союза, однако в отношении него данное награждение реализовано не было.
С 19 ноября дивизия была подчинена 40-й армии и вела оборонительные бои в районе города Васильков. С 25 декабря её части вновь перешли в наступление и 4 января 1944 года овладели городом Белая Церковь. За эти бои 4 января 1944 года она была награждена орденом Красного Знамени. В конце марта 1944 года дивизия форсировала реку Днестр и вступила на территорию Бессарабии, ведя бои с разрозненными группами противника, в беспорядке отходящими к реке Прут. 2 апреля её части форсировали реку и закрепились на рубеже Молница, Хорца. За форсирование реки Прут дивизия была награждена орденом Богдана Хмельницкого 2-й степени (24.04.1944). Продолжая наступление, она 6 апреля форсировала реки Сирет и вышла на государственную границу СССР и Румынии. С 8 апреля по 19 августа 1944 года дивизия вела боевые действия на территории Румынии (с июля входила в состав 3-го Украинского фронта). С 20 августа 1944 года она в составе 53-й армии 2-го Украинского фронта перешла в наступление в направлении города Бухарест. К 31 августа её части вышли в окрестность Бухареста. С 29 сентября дивизия была подчинена 57-й армии 3-го Украинского фронта и вела наступательные бои на территории Югославии в районе Белграда.
С 5 октября 1944 года полковник Сычев был допущен к командованию 74-й стрелковой Киевской Краснознаменной ордена Богдана Хмельницкого дивизией. С прибытием нового командира (полковник Ф. И. Зиновьев) вновь приступил к исполнению прямых обязанностей заместителя командира дивизии. Её части во второй половине ноября отличились при форсировании реки Дунай и захвате плацдарма на противоположном берегу, за что 6 января 1945 года ей было присвоено наименование «Дунайская».
5 декабря 1944 года командиром 74-й стрелковой дивизии полковником Ф. И. Зиновьевым, за форсирование реки Дунай, захват и удержание плацдарма полковник Сычев был во второй раз представлен к званию Героя Советского Союза, данное представление было одобрено
командиром 75-го стрелкового корпуса генерал-майором А. К. Акименко и командующим 57-й армией генерал-лейтенантом М. Н. Шарохиным, однако представление не было поддержано вышестоящим командованием.
С января 1945 года дивизия вела боевые действия на территории Венгрии. 13 марта полковник Сычев был отозван в распоряжение ГУК НКО и с 16 апреля зачислен слушателем Высшей военной академии им. К. Е. Ворошилова.
За время войны комдив Сычёв был два раза персонально упомянут в благодарственных в приказах Верховного Главнокомандующего.

#### Послевоенное время
После войны в январе 1946 года окончив ускоренный вышеупомянутой академии был направлен на преподавательскую работу в Военную академию им. М. В. Фрунзе. С мая 1947 года занимал должность преподавателя по оперативно-тактической подготовке, он же тактический руководитель учебной группы заочного факультета. С октября 1949 года был преподавателем, затем старшим преподавателем кафедры общей тактики.
13 декабря 1954 года полковник Сычёв был уволен в запас. После выхода на пенсию проживал в городе Москве.

## Награды
- орден Ленина (15.11.1950)[7]
- три ордена Красного Знамени (10.03.1943[8], 18.05.1944[9], 10.11.1945[7])
- орден Суворова III степени (28.09.1943)[10]
- орден Кутузова III степени (18.02.1945) изначально был представлен к званию Героя Советского Союза[11]
- два ордена Отечественной войны I степени (23.03.1944[12], 25.10.1944[13])
- два ордена Красной Звезды (31.10.1944[14], 03.11.1944[7])
  -     - медали в том числе:

  - «За Победу над Германией в Великой Отечественной войне 1941—1945 гг.»
  - «За взятие Будапешта»
  - «За взятие Вены»
  - «За освобождение Белграда»

Приказы (благодарности) Верховного Главнокомандующего в которых отмечен К. А. Сычёв.
- За уничтожение немецкого гарнизона в городе Белград и освобождение столицы Югославии от немецких захватчиков. 20 октября 1944 года. № 200.
- За форсирование реки Дунай, севернее реки Драва, прорыв обороны противника на западном берегу Дуная и овладении на территории Венгрии городами и крупными узлами коммуникаций Печ, Ватажек, Мохач. 29 ноября 1944 года № 212.

## Память
- Фотография А. К. Сычёва экспонируется в музее боевой славы Кучеровского сельскохозяйственного техникума (хутор Кучеров, Кондратовский сельсовет, Беловский район, Курская область, Россия)[15].